# Natacha Amal
Pour les articles homonymes, voir Amal.
 (septembre 2024).
Si vous disposez d'ouvrages ou d'articles de référence ou si vous connaissez des sites web de qualité traitant du thème abordé ici, merci de compléter l'article en donnant les références utiles à sa vérifiabilité et en les liant à la section « Notes et références ».
Natacha Amal, née le 4 septembre 1968 à Bruxelles, est une actrice et productrice belge. Elle a notamment incarné, sur TF1, Samantha Beaumont dans la série Commissaire Moulin entre 1993 et 2006, et Élisabeth Brochène dans Femmes de loi de 2000 à 2009.

## Biographie

### Famille et formation
Natacha Amal est née à Bruxelles d'un père marocain et d'une mère russe.
À 17 ans, elle a obtenu le premier prix d'interprétation au Conservatoire national de Bruxelles.

### Carrière
Elle apparaît au cinéma en 1989 dans le film  Pentimento réalisé  par Tonie Marshall puis dans Les Clés du paradis de Philippe de Broca en 1991. En 1998, elle joue dans le film policier belge Le Bal masqué, dans le giallo italien Gialloparma et dans le long métrage britannique 8 femmes ½ de Peter Greenaway en 1999.
Depuis le milieu des années 1980  elle joue beaucoup au théâtre notamment dans des classiques de Shakespeare, Molière, Pierre Corneille, Jean Racine, Beaumarchais et d'auteurs plus récents. Elle interprète des pièces mises en scène par Jérôme Savary, Pierre Mondy et Robert Hossein notamment. En 2004, elle est au côté de Bernard Tapie et Pascale Roberts dans Un beau salaud mise en scène par Jean-Luc Moreau. En 2009, elle joue dans Panique au ministère avec Amanda Lear et Raymond Acquaviva (qui est aussi le metteur en scène de la pièce). En 2018-2019, elle reprend la pièce Un grand cri d'amour écrite par Josiane Balasko.
Dans les années 1990, Natacha Amal tient des seconds rôles dans des épisodes des séries télévisées policières à succès Navarro et Julie Lescaut sur TF1 ou encore Nestor Burma sur France 2. Entre 1993 et 2006, elle interprète Samantha Beaumont (« Sam ») au côté d'Yves Régnier dans la série Commissaire Moulin sur TF1.
Absente au cinéma depuis le début des années 2000, Natacha Amal exerce surtout pour la télévision. Elle joue dans deux téléfilms de suspense de la collection Vertiges sur M6 : La proie et l'ombre, en 2000, avec Marine Delterme, Malcolm Conrath et Frédéric Deban et Une femme piégée avec Marion Cotillard, Cédric Chevalme et Jean-Marie Winling en 2001. Elle accroît sa notoriété en incarnant l'un des deux rôles titres, la première substitute du procureur Elisabeth Brochène, dans les 45 épisodes de la série de TF1 Femmes de loi de 2000 à 2009. Elle est associée, tour à tour, à Ingrid Chauvin, Aylin Prandi puis Noémie Elbaz qui interprètent toutes des lieutenants de la police criminelle. 
Natacha Amal diversifie ses rôles, en jouant notamment dans un téléfilm italien en 1999, dans la mini-série historique Napoléon en 2002, dans la saga de l'été de TF1 Le Bleu de l'océan en 2003 et dans les comédies Les chiens ne font pas des chats en 1995, Mes deux maris (remake du film La Cuisine au beurre) en 2005 ou encore dans le téléfilm policier Premier Suspect en 2007.
Après l'arrêt de Femmes de loi en 2009, elle joue, dans la foulée, le rôle principal du téléfilm Un bébé pour mes 40 ans puis se fait plus rare à la télévision. En 2013 elle apparaît dans un prime-time de la série Nos chers voisins. Elle revient dans une fiction télévisée, seulement onze ans plus tard, dans un épisode de Camping Paradis sur TF1. Entretemps, elle a été chroniqueuse dans l'émission Touche pas à mon poste ! sur C8 en 2023, après avoir commencé dans TPMP people en 2022.

### Vie privée
Elle se marie en juin 1997 avec le metteur en scène et producteur belge Claude Rappé. Le couple divorce en novembre 2007.
Elle se marie civilement le 18 septembre 2015 à Vannes en Bretagne avec l'acteur-scénariste-producteur Jacques Stival. Le mariage religieux est célébré à Ploërmel le 19 septembre suivant. Ils sont aujourd'hui[Quand ?] divorcés.
Natacha Amal a révélé également dans l’émission de Jordan de Luxe sur C8, avoir été en couple avec le chanteur belge Arno.

## Filmographie

### Cinéma
- 1987 : Gros cœurs de Pierre Joassin
- 1989 : Pentimento de Tonie Marshall : La dame des W.C.
- 1991 : Les Clés du paradis de Philippe de Broca : Charlotte
- 1993 : Dracula mon amour de Serge Abi-Yaghi (court métrage)
- 1993 : Le Nombril du monde d’Ariel Zeitoun : Marie
- 1995 : Dans la cour des grands de Florence Strauss : Éva
- 1997 : Une femme très très très amoureuse d’Ariel Zeitoun : Isabelle
- 1998 : Le Bal masqué de Julien Vrebos : Sophie d'Arfeuille
- 1999 : Gialloparma (Scandalous crimes) d’Alberto Bevilacqua : Margot Corradi
- 1999 : 8 femmes ½ (8 ½ Women) de Peter Greenaway : Giaconda the Baby Factory
- 2000 : Voyous Voyelles de Serge Meynard : Sandrine
- 2000 : Le Prof d’Alexandre Jardin : La prof BCBG
- 2000 : Règlement de contes, court-métrage de Jeremy Banster.

### Télévision
- 1989 : Morte fontaine, téléfilm de Marco Pico : Nathalie Stern
- 1989 : Bébé express, téléfilm de François Dupont-Midy : prétendante mère porteuse
- 1991 : Navarro (saison 3, épisode 10 : Mort clinique de Gérard Marx) : Camille Banon
- 1993 : Nestor Burma (saison 3, épisode 2 : Boulevard... ossements de Claude Grinberg) : Marianne
- 1993 - 2006 : Commissaire Moulin (série télévisée créée par Paul Andréota et Claude Boissol) : Samantha Beaumont dite « Sam » (dans 22 épisodes)
- 1995 : Julie Lescaut (saison 4, épisode 5 : Double rousse d'Élisabeth Rappeneau) : Catherine Winjisky
- 1995 : Adoption de Philippe Denys
- 1996 : Les chiens ne font pas des chats, téléfilm d'Ariel Zeitoun : Judith
- 1997 : Mission protection rapprochée (série de Nicolas Ribowski) : Hélène
- 1998 : Frères et flics, téléfilm de Bruno Gantillon : Emilia
- 1999 : Mai con i quadri, téléfilm de Mario Caiano
- 1999 : Les Amazones, téléfilm de Nicolas Ribowski : Hélène
- 2000 : La proie et l'ombre,  téléfilm d'Olivier Chavarot (collection Vertiges) : Isabelle Miller
- 2000 - 2009 : Femmes de loi (série créée par Benoît Valère, 45 épisodes) : Elisabeth Brochène, première substitute du procureur
- 2001 : Une femme piégée,  téléfilm de Laurent Carcélès (collection Vertiges) : Alexandra Cartier
- 2002 : Napoléon, mini-série télévisée de Yves Simoneau (épisode 1 : Le Chant du départ (1795-1800)) : Madame Bertrand
- 2003 : Le Bleu de l'océan, mini-série de Didier Albert (5 épisodes) : Jeanne
- 2004 : Ariane Ferry (saison 1, épisode 4 : Jeunesse éternelle de Gérard Cuq) : Laura Cortez
- 2005 : Le Juge, téléfilm en deux parties de Vincenzo Marano : Judith
- 2005 : Mes deux maris, téléfilm de Henri Helman : Christine
- 2007 : Premier Suspect, téléfilm de Christian Bonnet : Claire Sagamore
- 2010 : Un bébé pour mes 40 ans,  téléfilm de Pierre Joassin : Béatrice
- 2013 : Nos chers voisins (série, prime time Avis de tempête) : Catherine, une amie de la paroisse d'Amélie Dubernet-Carton
- 2024 : Camping Paradis (saison 15, épisode 5 : Salsa au Paradis de Philippe Proteau) : Patricia

### Doublage
- 2022 : À corps perdu (it) : Antonella [Qui ?] (épisode 5)

## Théâtre
- 1987 : Le Garçon d'appartement de Gérard Lauzier, mise en scène de Christian Salez
- 1988 : Vendredi ou les Limbes du Pacifique de Michel Tournier, mise en scène de Albert-André Lheureux
- 1988 : Monsieur de Pourceaugnac de Molière, mise en scène d'André Debaar, Festival de Théâtre de Spa, Théâtre royal du Parc
- 1989 : Le Mariage de Figaro de Beaumarchais, mise en scène de Daniel Leveugle
- 1989 : Le Fidèle de Pierre de Larivey, mise en scène de Jean-Marie Villégier, Théâtre national de Chaillot
- 1990 : Le Songe d'une nuit d'été de William Shakespeare, mise en scène de Jérôme Savary, Festival d'Avignon
- 1991 : Phèdre de Racine, mise en scène de Jean-Marie Villégier, Théâtre d'Évreux
- 1994 : Tartuffe ou l'Imposteur de Molière, mise en scène de Daniel Leveugle
- 1996 : Sophonisbe de Corneille, mise en scène de Jean-Marie Villégier, Théâtre de l'Athénée-Louis-Jouvet
- 1997 : Bagatelle(s) de Noël Coward, mise en scène de Pierre Mondy, Théâtre de Paris
- 2001 : Coupable ou non coupable d'Ayn Rand, mise en scène de Robert Hossein, Théâtre Marigny
- 2002 : Huis clos de Jean-Paul Sartre, mise en scène de Robert Hossein, Théâtre Marigny : Inès
- 2004 : Un beau salaud de Pierre Chesnot, mise en scène de Jean-Luc Moreau, Théâtre de Paris
- 2006 : Andromaque de Racine, mise en scène de Thomas Le Douarec : Andromaque
- 2009 : Panique au ministère de Jean Franco et Guillaume Mélanie, mise en scène de Raymond Acquaviva, Théâtre de la Porte-Saint-Martin : Gabrielle Bellecour
- 2010 : Milady de Éric-Emmanuel Schmitt d'après Les Trois Mousquetaires d'Alexandre Dumas, mise en scène de Pascal Racan, Abbaye de Villers-la-Ville dans le cadre de l'été théâtral de Villers-la-Ville : Milady de Winter
- 2012 : Le Journal d'une femme de chambre, d'après le roman homonyme d'Octave Mirbeau, dans une mise en scène de Jonathan Duverger, avec la collaboration artistique de Jean-Marie Villégier.
- 2012 : L’Amour Impérial de Pascal Bancou mise en scène de Xavier Lemaire, dans le rôle de Joséphine - créé lors du Jubilé impérial, présenté au Festival d'Avignon en 2013[7].
- 2013 : L'Amiral de Bernard Granger, mise en scène Xavier Lemaire, tournée
- 2018 : M'man de Fabrice Melquiot, mise en scène de Pierre Pigeolet
- 2018 : Elvire de Albert Bernstein, mise en scène de Michel Wright
- 2018 et 2019 : Un grand cri d'amour de Josiane Balasko, mise en scène de Daniel Hanssens (reprise et tournée en 2019)
- 2018 - 2019 : Représailles d'Éric Assous, mise en scène d'Olivier Leborgne, tournée en Belgique au profit du Télévie
- 2025 : Apprends-moi Céline de Maria Pacôme, mise en scène de Jeoffrey Bourdenet, théâtre Tête d'Or et tournée.

## Émissions de télévision
- 2006 : Élection de Miss France 2007 sur TF1 : jurée
- 2022-2023 : TPMP People sur C8 : chroniqueuse
- 2023 : Touche pas à mon poste !  sur C8 : chroniqueuse

## Productions
- Big Television

## Publications
- (avec Claude Rappe) Tsunami... 26 décembre 2004... 9 h 58..., Éditions du Rocher, 2005.
- C'est merveilleux l'amour, Albin Michel, 2001.